# Schlaraffenland

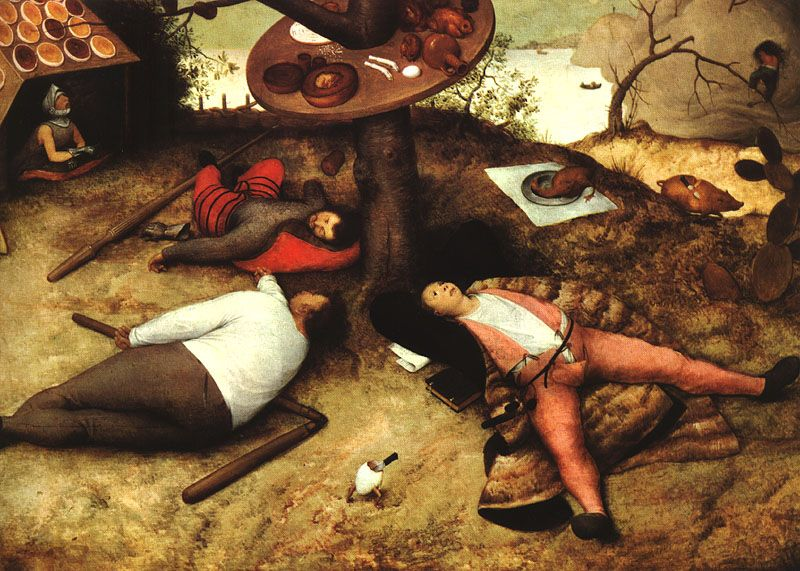
Das Schlaraffenland. Gemälde von Pieter Brueghel dem Älteren

Das Schlaraffenland (von mhd. sluraff = Faulenzer; „Das Land der faulen Affen“; auch Schlarraffenland oder bei Hans Sachs Schlaweraffen Landt bzw. Schlauraffenlandt) ist ein fiktiver Ort aus diversen Märchen, in dem alles im Überfluss vorhanden ist.

## Das Motiv
In den Flussbetten des Schlaraffenlands fließen Milch, Honig oder Wein statt Wasser (in Anspielung z. B. an Deuteronomium 6,3 (Dtn 6,3 ) und viele andere Stellen). Alle Tiere hüpfen und fliegen bereits vorgegart und mundfertig durch die Luft. Hans Sachs erzählt auch von einem „Berg mit Hirßbrey“. Die Häuser bestehen aus Kuchen. Statt Steinen liegt Käse herum. Genießen ist die größte Tugend der Bewohner des Schlaraffenlands, harte Arbeit und Fleiß werden als Sünde betrachtet.
Dem Alter wird mit dem Jungbrunnen abgeholfen, etwa: Welcher ein altes Weib hat / der schick sie auch mit in das Bad / sie baden kaum drey Tage / so wird ein junges Dirnige darauß / vngefehr bey achtzehen Jahren.
Schlaraffenland wird deshalb heute meist übertragen verwendet, um auf ein Paradies des Nichtstuns und müßig essenden Herumliegens hinzuweisen.
Die Idee als solche begegnet bereits in der Antike (griechische Komödie, Lukian, Herodot, Strabon). Bereits im 5. Jahrhundert v. Chr. gab es ähnliche Ideen bei den griechischen Dichtern Telekleides und Pherekrates (Gebratene Krammetsvögel mit kleinen Kuchen flogen Einem in den Schlund hinein). Auch die Schilderung der Aurea Aetas in Vergils 4. Ecloge weist bereits Züge der späteren Schlaraffensage auf, allerdings fehlt hier das Motiv des Überflusses und der Prasserei. Im Deutschen tauchte im Mittelalter der Begriff Gugelmüre für ein utopisches Schlaraffenland auf. Mitte des 13. Jahrhunderts entstand das französische Fabliau de Coquaigne, das in englischen und niederländischen Versionen bis ins 15. Jahrhundert fortlebte. Mitte des 14. Jahrhunderts beschreibt Boccaccio im Decamerone (3. Novelle des 8. Tages) ein Land namens Bengodi, in dem Wein, Würste, Käse und andere Delikatessen von Natur aus im Überfluss zur Verfügung stehen.
Eine volkstümliche Darstellung in der Literatur Irlands war im 14. Jahrhundert das utopische Cokaygne. Neben freiem Essen und Trinken ging es auch um soziale Gleichheit und freie Sexualität. Lokalisiert war es im fiktiven, westlich von Spanien gelegenen Land Cokanien.
In Deutschland taucht das Motiv im Fastnachtspiel des 15. Jahrhunderts auf, bevor es 1494 von dem Humanisten Sebastian Brant als Parodie auf das Paradies und als Kritik an der von einem zunehmend verweltlichten Klerus und funktionslos werdenden Adel geprägten feudalen Gesellschaft in seinem Narrenschiff (Kapitel 108) gestaltet wird.
Im zweiten Band der berühmten humanistischen Dunkelmännerbriefe Epistolae obscurorum virorum, der 1517 erschien, wird in Anspielung auf das Schlauraffenland ein fiktiver Magister Philipp Schlauraff erwähnt, der in einem Carmen rithmicale für den scholastischen Theologen Ortwin Gratius (1475–1542) in Knittelversen von Begegnungen mit Humanisten an den Universitäten quer durch Deutschland berichtet. Mit Sebastian Brant traf er in Straßburg auf der Fahrt nach Narragonia „Schurerius“ an (den Drucker Matthias Schürer, einen „feisten Kameraden“), dem folgende Worte in den Mund gelegt werden: „Herr ir musset mit / Biß ins Schlaufraffen landt, do seindt ihr vast wol bekant“.
Für die Menschen damals hatte das Bild des Schlaraffenlandes eine besondere Faszination, weil ein ausreichendes Nahrungsangebot keineswegs die Regel war und Hungerzeiten häufig vorkamen. Arbeit galt vielfach als Plage, der man sich um des nackten Überlebens willen unterziehen musste und die kaum Zeit für Muße ließ.
Eine kontinuierliche Tradition reicht in Texten und Bildern bis ins 19. Jahrhundert, als die Brüder Grimm mit Das Märchen vom Schlauraffenland, das sich weniger auf die kulinarischen Aspekte als allgemein auf die Thematik satirischen Rollentausches konzentriert, und Ludwig Bechstein (Das Märchen vom wahren Lügner im Deutschen Märchenbuch von 1845 und Das tapfere Bettelmännlein im Neuen deutschen Märchenbuch) die heute bekannten Fassungen des Märchens schufen.
Im bürgerlichen Zeitalter dient das Motiv der Durchsetzung des bürgerlichen Leistungsprinzips (Adel durch Tugend und Leistung) gegen angebliche Dekadenz des Geburtsadels. Erich Kästner lässt die Protagonisten seines Kinderbuches Der 35. Mai oder Konrad reitet in die Südsee durchs Schlaraffenland reisen.

## Begriff als Utopie

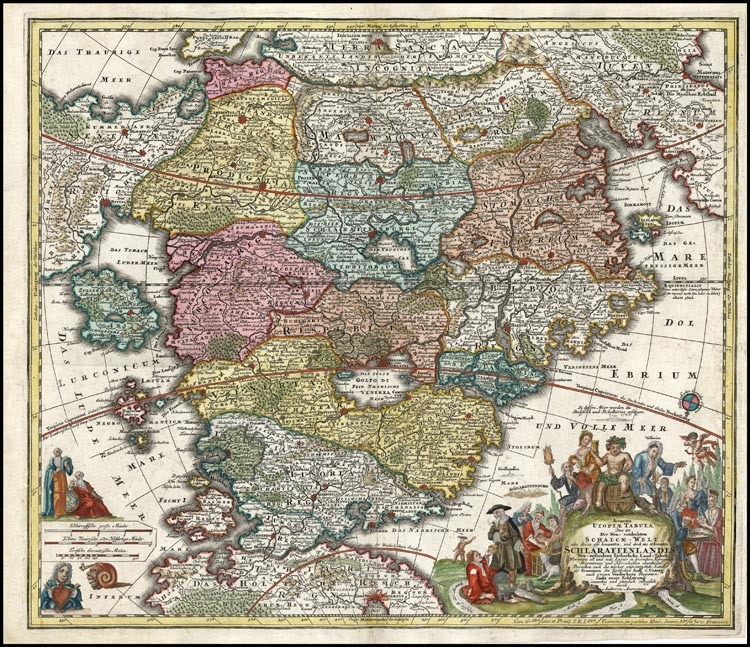
Accurata Utopiae Tabula

In der Literatur des 17. Jahrhunderts wird das Schlaraffenland zum Teil als Utopie bezeichnet. Als Beispiel dient eine Karte im Atlas Novus Terrarum; eine spätere Ausführung druckte Matthäus Seutter; Kartograf war Johann Baptist Homann (1694?). Der vollständige Titel in der Kartusche lautet:
Accurata UTOPIÆ TABULA Das ist Der Neu-entdeckten SCHALCK-WELT, oder des so offt benannten, und doch nie erkannten SCHLARAFFENLANDES Neu-erfundene lächerliche Land-Tabell Worinnen all und jede Laster in besondere Königreich, Provintzien und Herrschafften abgetheilet Beyneben auch die nächst angräntzende Länder der Frommen des Zeitlichen Auff ū: Unterg. auch ewigen Verderbens Regionen samt einer Erklærung anmuthig und nutzlich vorgestelt durch Authorem Anonymum.
In der zugehörigen Erklärung der Wunder-seltzamen Land-Charten UTOPIÆ 1694 (?) in Buchform, womöglich von einem gewissen Johann Andreas Schnebelin, lautet der komplette Titel:
Erklaerung der Wunder=seltzamen Land-Charten UTOPIÆ / so da ist / das neu-entdeckte Schlarraffenland / Worinnen All und jede Laster der schalkhafftigen Welt / als besondere Königreiche / Herrschafften und Gebiete / mit vielen läppischen Städten / Vestungen / Flecken und Dörffern / Flüssen / Bergen / Seen / Insuln / Meer und Meer-Busen wie nicht weniger Dieser Nationen Sitten / Regiment / Gewerbe / sampt vielen leswürdigen / närrischen Seltenheiten / und merckwürdigen Einfällen aufs deutlichste beschrieben; Allen thorrechten Laster-Freunden zum Spott / denen Tugendliebenden zur Warnung / und denen melancholischen Gemüthern zu einer ehrlichen Ergetzung vorgestellet. Gedruckt zu Arbeitshausen / in der Graffschafft Fleiß im Jahr / da Schlarraffenland entdeckt war.

## Sonstiges
- Heinrich Mann veröffentlichte 1900 den Roman Im Schlaraffenland.
- Eine Kinderoper von Paul Hindemith trägt den Namen Schlaraffenland.
- Thematisch ähnlich, aber ohne Ironie und Moralisierung ist das ungarische Märchenland Operencia.
- Aufruhr im Schlaraffenland ist ein deutscher Märchenfilm aus dem Jahr 1957.
- Die Radierer veröffentlichten 1980 die Single Angriff auf's Schlaraffenland.[9]
- Deichkind veröffentlichte 2006 das Album Aufstand im Schlaraffenland.
- 1949 erschien der Bildband Globi will ins Schlaraffenland.
- 1952 erschien das Bilderbuch Mecki im Schlaraffenland.
- Im Hannes Hüttners Kinderbuch Das Blaue vom Himmel von 1974 gibt es ein dystopisches Schlaraffenland.

- Franz Lehár komponierte Peter und Paul reisen ins Schlaraffenland, eine Operette für Kinder in einem Vorspiel und fünf Bildern. Libretto: Fritz Grünbaum und Robert Bodanzky. UA 1. Dezember 1906 Wien (Kabarett Hölle im Theater an der Wien).
- Der Folksong Big Rock Candy Mountain von Harry McClintock beschreibt eine für das späte 19. Jahrhundert moderne Version des Schlaraffenlandes inklusive Zigarettenbäumen und holzbeinigen Polizisten.